# Kazimierz Siewierski
Kazimierz Siewierski herbu Ogończyk – cześnik wieluński.

## Życiorys
Kazimierz Siewierski pochodził ze szlacheckiego rodu Siewierskich herbu Ogończyk. W 1701 r. otrzymał nominację na urząd pisarza ziemskiego wieluńskiego jednak nie została ona zrealizowana. W latach 1707–1715 cześnik wieluński z nominacji Stanisława Leszczyńskiego. W 1704 r. Siewierski jako poseł wraz z cześnikiem nowogrodzkim Stanisławem Wężykiem, przekazywał instrukcje szlachty ziemi wieluńskiej do króla Polski Stanisława Leszczyńskiego.